# خیابان سایات‌نووا
خیابان سایات‌نووا (ارمنی: Սայաթ-Նովայի պողոտա Sayat-Nova'i Poghota) یک خیابان در مرکز ناحیه کنترون، ایروان ارمنستان می‌باشد و این خیابان به نام سایات‌نووا شاعر و موسیقیدان ارمنی سده ۱۸ میلادی نامگذاری شده‌است. این خیابان در ۶۳–۱۹۶۲ افتتاح شد.
این در سمت شمال غربی با خیابان خیابان باقرامیان آغاز و در سمت جنوب شرقی با خیابان چارنتس به پایان می‌رسد.

## ساختمان‌های مهم
تعدادی از ساختمان مهم در مرکز ایروان در خیابان سایات‌نووا واقع شده‌اند: در زیر فهرستی از جذاب‌ترین سازه‌های واقع شده در این خیابان آورده شده‌است:
- کنسرواتوار دولتی کومیتاس ایروان
- هتل آنی پلازا
- تئاتر عروسکی هوهانس تومانیان ایروان

## نگارخانه

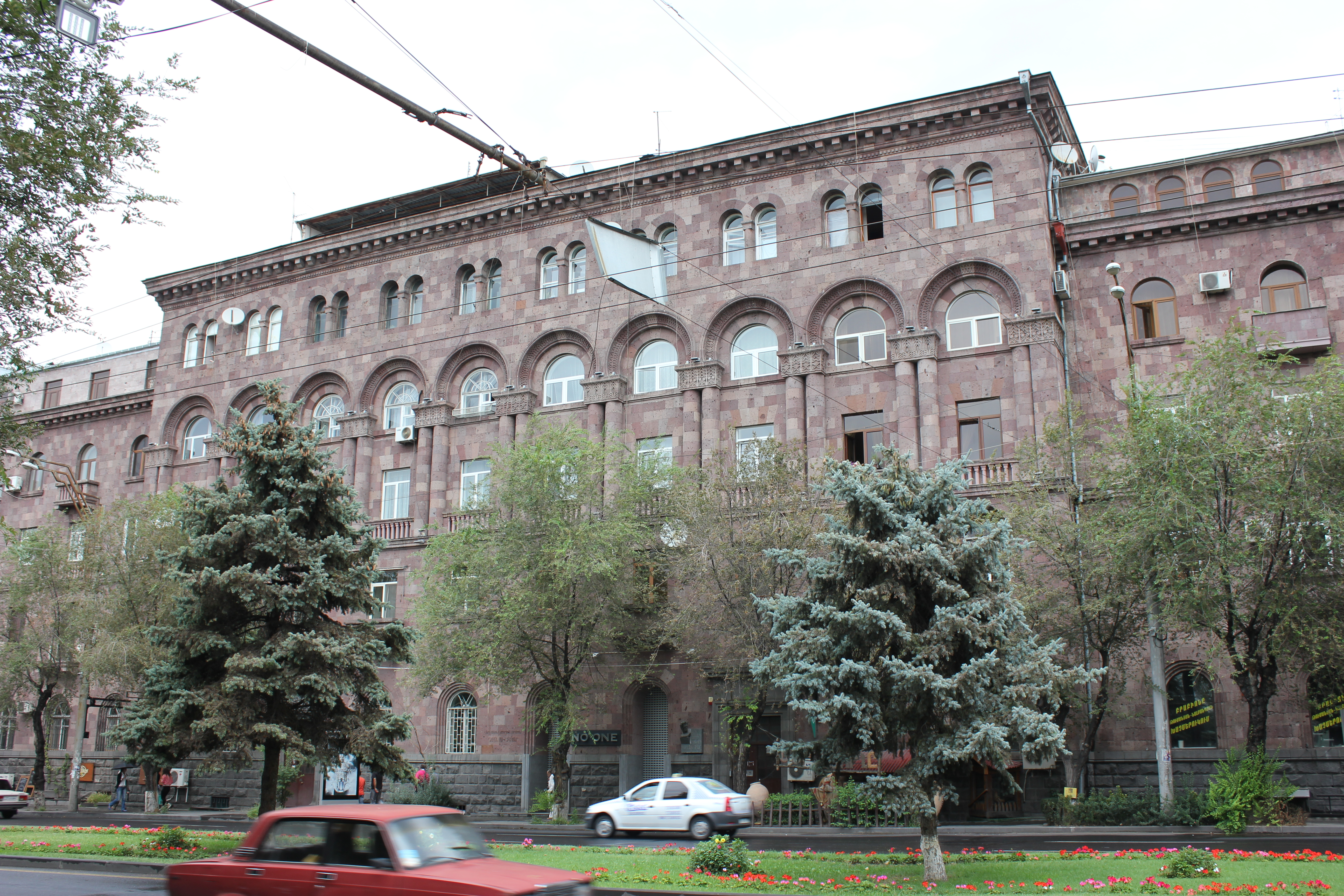
ساختمان مسکونی در این خیابان
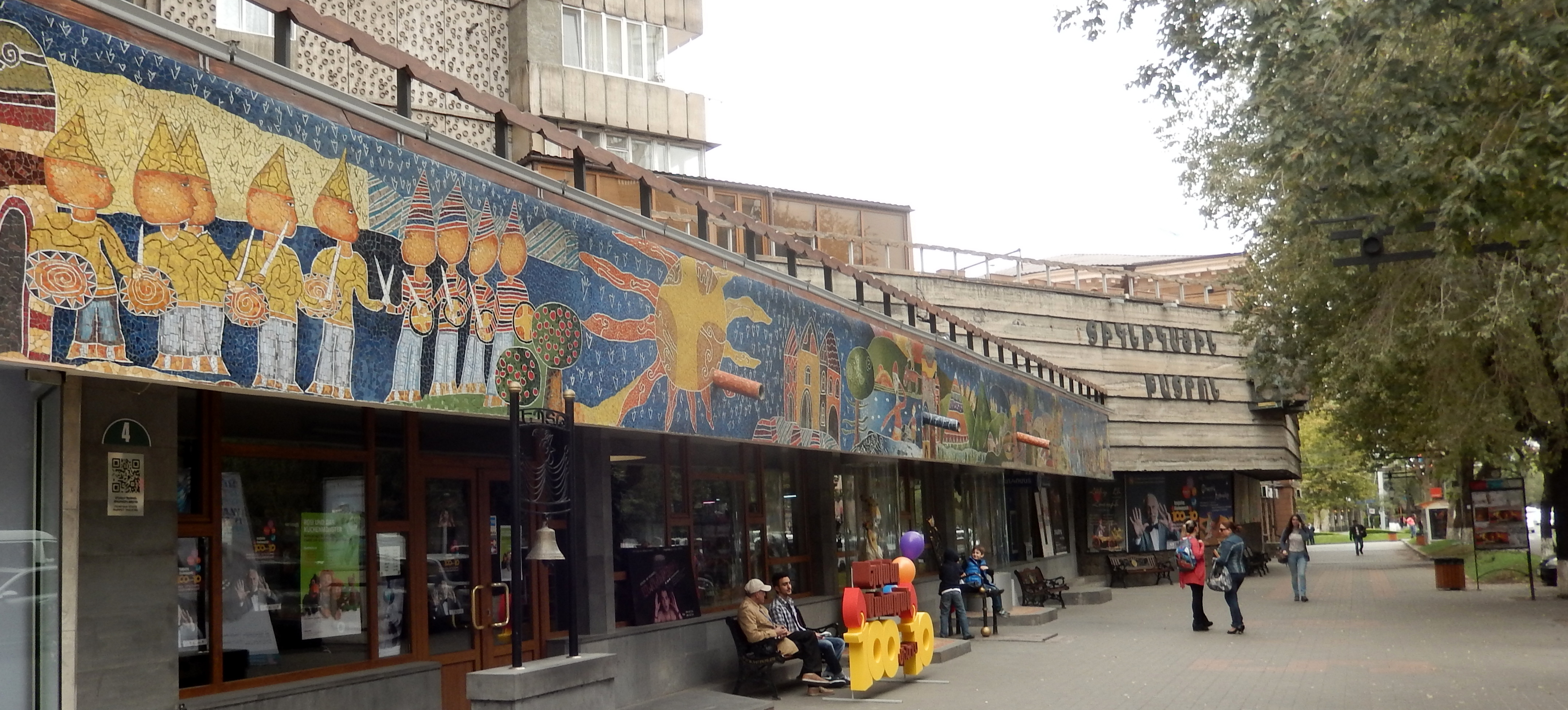
تئاتر عروسکی هُوْهانِس تومانیان ایروان
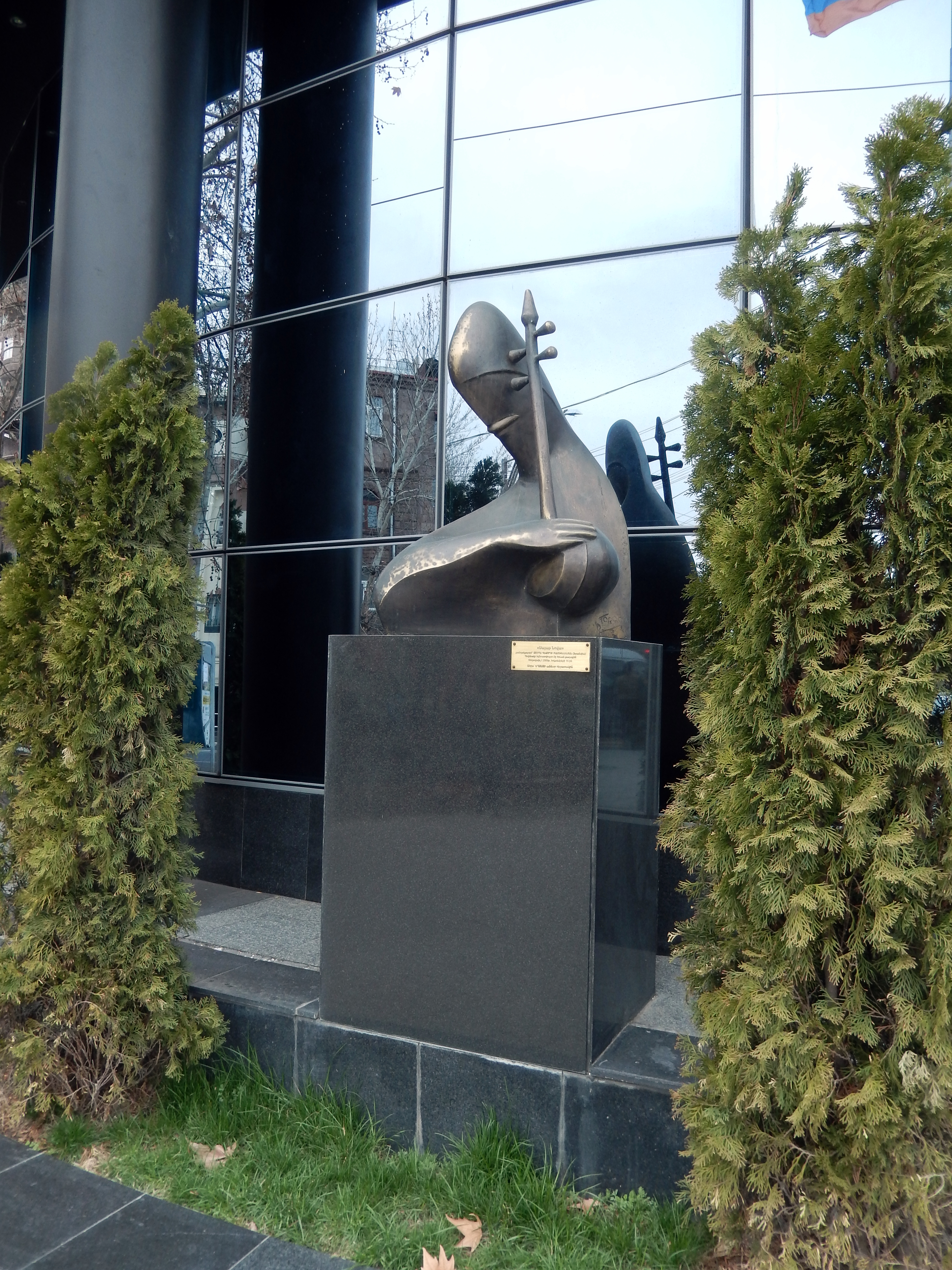
مجسمه سایات‌نووا